# Acartia pacifica
Acartia pacifica is een eenoogkreeftjessoort uit de familie van de Acartiidae. De wetenschappelijke naam van de soort is voor het eerst geldig gepubliceerd in 1915 door Steuer.